# 一心斎貞一
一心斎 貞一（いっしんさい さだかず、生没年不詳）とは、江戸時代の浮世絵師。

## 来歴
寿好堂よし国の門人かといわれる。一心斎、百済堂と号す。文政9年（1826年）に役者絵を描いている。

## 作品
- 「はつはな・中村三光」　大判錦絵2枚続の内　※文政9年、大坂中の芝居『箱根霊験躄仇討』より
- 「当狂言十六人衆」　大判錦絵　早稲田大学演劇博物館所蔵　※「百済堂貞一画」の落款